# 都灵堡
都灵堡（義大利語：Castiglione Torinese，意为“都灵的城堡”）是意大利北部皮埃蒙特大区都灵省的一个市镇。总面积14.2平方公里，总人口6336，人口密度446.2人/平方公里（2010年12月31日）。